# Šrívidžaja
Šrívidžaja bylo středověké malajské království, jehož území se rozprostíralo zejména na Sumatře (dnes Indonésie). Šlo o buddhistickou thalasokracii. První přesvědčivé doklady o existenci tohoto království jsou známy díky čínskému mnichu I-ťingovi, který Šrívidžaju navštívil v roce 671 a pobyl tam šest měsíců. První nápis s dochovaným pojmenováním „Šrívidžaja“ pochází také ze 7. století, z 16. června 682. Jedná se o kamennou desku, která byla nalezena v roce 1920 na jihu Sumatry, tzv. „Nápis Kedukan Bukit“. Šrívidžjala byla důležitým centrem expanze mahajánového buddhismu mezi 8. a 12. stoletím v celé jihovýchodní Asii. Šlo také o první království, které ovládlo většinu indonéského souostroví. Jeho hlavní síla spočívala v obchodních smlouvách s Čínou a v kontrole námořního obchodu v oblasti. Vzestup Šrívidžaje souvisel s pádem království Funan v Kambodži.

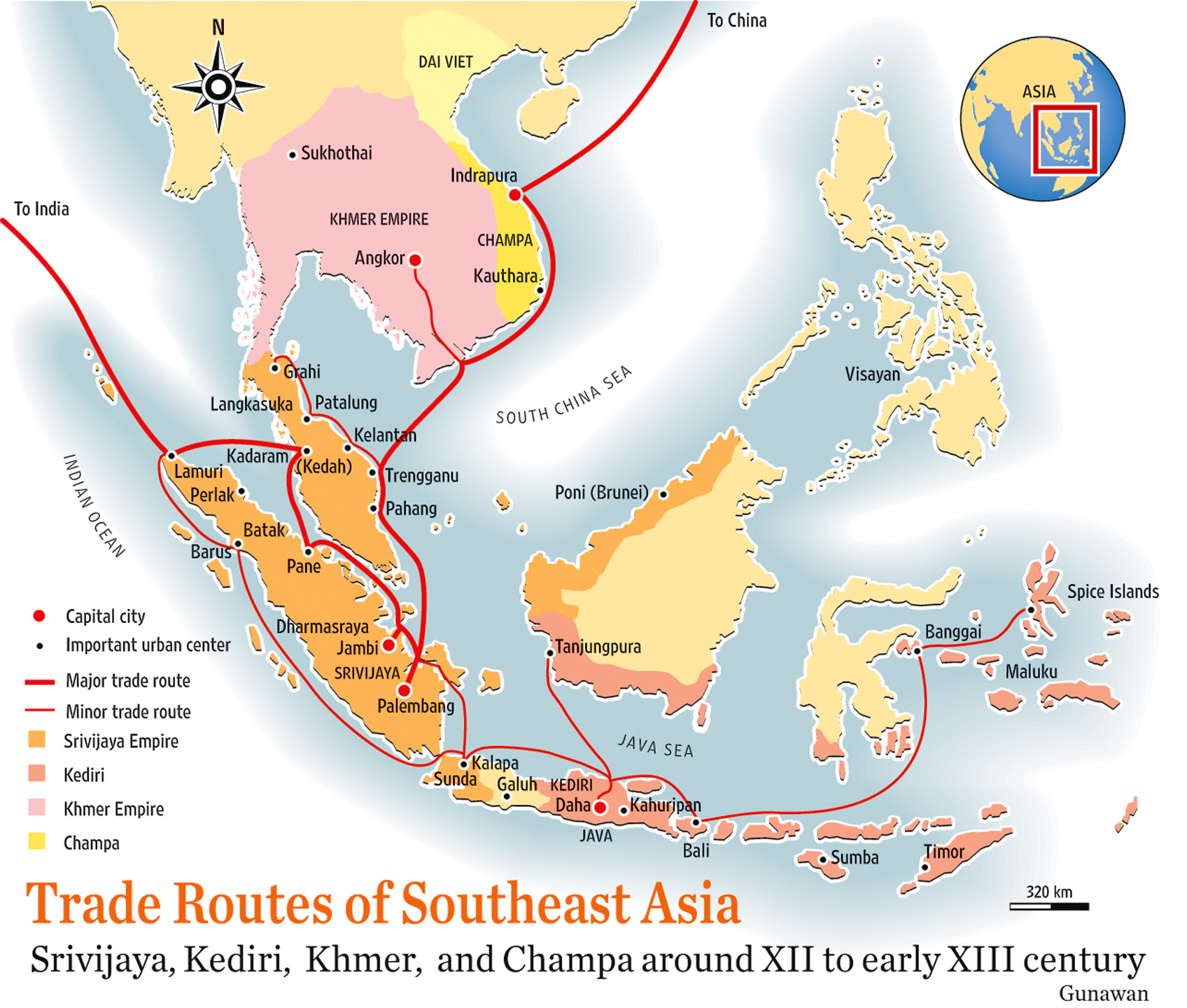
Oranžově je zvýrazněno území Šrívidžaji

V roce 1016 Šrívidžaja porazila hinduisticko-buddhistické království Mataram a vyhrála tak důležitý souboj o hegemonii v celé oblasti. V 8.–10. století panovala říši dynastie Šailendra, která přišla původně z Jávy. Za její vlády nastal největší rozkvět, byl postaven například výstavný chrám Borobudur, dodnes největší buddhistický chrám na světě. V 11. století se říše stala vazalem jihoindické dynastie Čólů, ale brzy zase získala nezávislost. Království zaniklo někdy v průběhu 13. století následkem mnoha faktorů, mezi které patřila expanze říše Madžapahit. Existence království byla na dlouhou dobu zapomenuta a až ve dvacátém století se dostala do zájmu badatelů. Klíčovou roli v tom sehrál francouzský historik George Cœdès.